# Lepidium niloticum
Lepidium niloticum là một loài thực vật có hoa trong họ Cải. Loài này được Sieber ex Steud. mô tả khoa học đầu tiên năm 1841.